# ČT HD
ČT HD — чешский телевизионный канал высокой чёткости (HD), вещавший с 31 августа 2009 по 1 марта 2012 года. Первый в истории Чехии HD-телеканал.

## История
31 августа 2009 года со спутника Astra 1E (наклонение 23,5°E) по стандарту DVB-S стартовало экспериментальное HD-вещание, а спустя некоторое время этот же поток вещания был предоставлен новому каналу под названием ČT HD — первому в истории телевидении Чехии каналу высокой чёткости.
На первых порах на данном телеканале в формате высокой чёткости транслировались некоторые передачи Первого канала Чешского телевидения. Позднее сетку вещания составили телесериалы и телефильмы (Letečtí stíhači v boji, Vyprávěj, Duety, Na cestě, Kluci v akci, Ať žijí rytíři и т. д.). Изображение передавалось по стандарту 1080i25, хотя в пробных телетрансляциях было изображение стандарта 720p50.
Вторую эпоху вещания ČT HD ознаменовали зимние Олимпийские игры 2010 года, когда в прямом эфире канала стали транслировать спортивные соревнования (как на Первом и Втором каналах). С этого момента сигнал передавался при помощи спутника Astra 3B (наклонение 23,5°E), а используемым стандартом вещания стал DVB-S2 (также было возможно настроить канал в 4-м мультиплексе пользователям, подключённым к оператору связи Telefónica O2). Поскольку в формате высокой чёткости не планировалось показывать выпуски новостей, их отдали в распоряжение ČT 24.
1 марта 2012 ČT HD прекратил вещание: его место занял телеканал ČT1 HD; чуть позже на HD-вещание перешёл и ČT Sport, создав свой собственный телеканал.